# 碧川道夫
碧川 道夫（みどりかわ みちお、明治36年（1903年）2月25日 - 平成10年（1998年）3月13日）は日本の映画カメラマン。日本の映画色彩技術の草分け的存在である。多くの名作映画の撮影を担当し、『地獄門』で1954年度文部省芸術祭文部大臣賞。
詩人の三木露風は異父兄、映画監督の内田吐夢は義弟（妹の夫）。

## 経歴
北海道小樽市に碧川企救男、かたの長男として生まれた。父企救男は『小樽新聞』社会部長、論説記者。
1919年上智大学中退。松竹蒲田撮影所に入社、水谷文二郎とヘンリー・小谷に就く。1926年に日活へ転じ、京都撮影所にて劇映画の傍ら、京都大学の協力を得て医学その他の学術映画を撮影する。1941年日本映画社技術長となり、次いで撮影者養成所長に就任。
1952年渡米し色彩技術を研究、翌年『地獄門』の色彩技術監督に当たり、1954年度文部省芸術祭文部大臣賞を受く。1963年に内田監督、カメラマンの宮島義勇とともに「碧川映画科学研究室」を開設。同年から1968年まで日本大学芸術学部で講義した。
1998年死去。墓所は東京都杉並区永福の築地本願寺和田堀廟所。

## フィルモグラフィー

### 撮影
- 山谷堀（1922年）
- 野に咲く白百合（1922年）
- 散りにし花（1922年）
- 輝きの道へ（1922年）
- 生霊死霊 （1922年）
- 傷める小鳥（1922年）
- 小夜嵐（1922年）
- 地獄の門（1923年）
- 宮城野の孝女（1923年）
- 大東京の丑満時（1923年）
- 親娘の旅路（1923年）
- 十一時五十八分（1923年）
- お父さん（1923年）
- 麦蕎屋の娘（1924年）
- 愚者なればこそ（1924年）
- 無花果（1924年）
- 映画になるまで（1924年）
- 火焔の太鼓（1925年）
- 椿咲く国（1925年）
- 女難（1925年）
- その夜の罪（1925年）
- 小幡小平次（1925年）
- すたれ者（1925年）
- 極楽島の女王（1925年）
- 情の光（1926年）
- 足にさはつた女（1926年）
- 新日本島（1926年）
- 彼を繞る五人の女（1927年）
- 旅芸人（1927年）
- 人形の家（1927年）
- 屍は語らず（1927年）
- 大川橋夜話（1928年）
- 御亭主改造（1928年）
- おゝ妻よ（1928年）
- 競艶女さまざま（1929年）
- 奥様心得帖（1929年）
- 日活行進曲 田園篇（1929年）
- 百面相（1929年）
- 名なし鳥（1929年）
- お医者さんでも（1929年）
- 静かなる歩み（1930年）
- 海の祭（1930年）
- 娘突貫100哩（1930年）
- 恋愛競技場（1931年）
- 輝く吾等が行くて（1931年）
- 恋の長銃（1931年）
- 一九三二年の女（1932年）
- 己が罪 環（1933年）
- 女性陣（1933年）
- 娘十六（1933年）
- 恋知る頃（1933年）
- 母の微笑（1934年）
- さくら音頭（1934年）
- 晴れたて二人で（1934年）
- 唄祭三度笠（1934年）
- 多情仏心（1934年）
- 日像月像（1935年）
- 海国大日本（1935年）
- 緑の地平線（1935年）
- 白衣の佳人（1936年）
- 恋愛と結婚の書 恋愛篇（1936年）
- 限りなき前進（1937年）
- 男の誓ひ（1937年）
- 子は誰のもの（1938年）
- 路傍の石（1938年）
- 東京千一夜（1938年）
- 土（1939年）
- 歴史（1940年）

### その他
- 地獄門（1953年） - 技術監督
- 怪談（1965年） - 色彩技術顧問
- 飢餓海峡（1965年） - W106方式指導
- 東京オリンピック（1965年） - 技術監督

## 家族 親族
- 祖父：真澄（旧伊予新谷藩士、検事、弁護士等）
- 父：企救男（ジャーナリスト）
- 母：かた（旧鳥取藩士（城代家老）和田邦之助の娘、看護婦、婦人運動家等）[2][3]
- 異父兄：三木露風（詩人）
- 義弟：内田吐夢（映画監督）
- 碧川家第9代当主：碧川葆

## 系譜
碧川家
碧川家は、宝永年間（1704年 - 1710年）の初代武左衛門から始まる。伊勢（三重県）の人で新谷藩の中小姓であった。碧川家の家紋は「沢瀉（おもだか）」である。碧川家の四代が、新谷藩主加藤大蔵少輔の家来であった碧川衛門八良正で、その長子が弘良である。文政5年（1822年）、正式に入門が許され平田学を学んだ。
平田篤胤の男子が早世したあと、文政7年（1824年）1月15日、請われて篤胤の娘おてうと結婚し平田家を継ぐことになる。“平田銕胤”を名乗った。弟の好尚（よしひさ）も文政5年（1822年）に入門し、気吹舎に学ぶこととなる。
碧川家の弘良が平田家に入った結果、その弟碧川操之助好尚が碧川家を継いだ。彼も兄と共に平田国学を学んだ。碧川家五代である。しかし、好尚には男子がいなかったので、廃絶をおそれて碧川家存続のために、末期養子を迎える相談をした。そしてその養子が、泉州伯太藩士小玉官次郎雄庸の三男羊五郎であった。ときに15歳であった。彼こそが後の碧川真澄である。真澄は好尚の娘みねと結婚した。
```
　　
　　　　　　　平田篤胤━━━━おてう　　
　　　　　　　　　　　　　　　　┃
　　　　　　　　　　　　　┏平田銕胤
　　　　　　　　　　　　　┃（碧川弘良）　　　　　　　┏かつ
碧川武左衛門…碧川良正━━┫　　　　　　　　　　　　　┃
　　　　　　　　　　　　　┃　　　　　　　　　　　　　┣碧川熊雄
　　　　　　　　　　　　　┗碧川好尚━━みね　　　　　┃
　　　　　　　　　　　　　　　　　　　　┣━━━━━━╋豊
　　　　　　　　　　　　　　小玉雄庸━碧川真澄　　　　┃
　　　　　　　　　　　　　　　　　　（小玉羊五郎）　　┣松田操
　　　　　　　　　　　　　　　　　　　　　　　　　　　┃
　　　　　　　　　　　　　　　　　　　　　　　　　　　┣鈴木彰（章）
　　　　　　　　　　　　　　　　　　　　　　　　　　　┃　　　　　　　　┏碧川道夫
　　　　　　　　　　　　　　　　　　　　　　　　　　　┗碧川企救男　　　┃
　　　　　　　　　　　　　　　　　　　　　　　　　　　　　　┣━━━━━╋澄子
　　　　　　　　　　　　　　　　　　和田邦之助━━━━━━かた　　　　　┃
　　　　　　　　　　　　　　　　　　　　　　　　　　　　　　┃　　　　　┣国枝
　　　　　　　　　　　　　　　　　　　　　　　　　　　　　　┃　　　　　┃
　　　　　　　　　　　　　　　　　　　　　　　　　　　　　　┃　　　　　┣芳子
　　　　　　　　　　　　　　　　　　　　　　　　　　　　　　┃　　　　　┃┃
　　　　　　　　　　　　　　　　　　　　　　　　　　　　　　┃　　　　　┃内田吐夢
　　　　　　　　　　　　　　　　　　　　　　　　　　　　　　┃　　　　　┃
　　　　　　　　　　　　　　　　　　　　　　　　　　　　　　┃　　　　　┗清
　　　　　　　　　　　　　　　　　　　　　　　　　　　　　　┃　　　　　┏三木露風
　　　　　　　　　　　　　　　　　　　　　　　　　　　　　　┣━━━━━┫
　　　　　　　　　　　　　　　　　　　　　　　　　　　　　　┃　　　　　┗三木勉
　　　　　　　　　　　　　　　　　　　　　　　　　　　　　　┃
　　　　　　　　　　　　　　　　　　　　　　　　　　　　三木節次郎

```